# Jaapiales
Jaapiales é uma ordem de fungos da classe Agaricomycetes (subclasse Agaricomycetidae). Foi descrita pela primeira vez em 2010 para conter Jaapia, um género de espécies ressupinadas até então classificadas na ordem Boletales. Análise de filogenética molecular mostrou que se trata de um grupo irmão (um de dois clados resultantes da divisão de uma linhagem) do resto de Agaricomycetidae.
O género Jaapia, descrito pela primeira vez pelo micologista italiano Giacomo Bresadola em 1911, contém duas espécies com ampla distribuição, J. argillacea e J. ochroleuca.